# Gừng dại
Hedychium gardnerianum là một loài thực vật có hoa trong họ Gừng. Loài này được Sheppard ex Ker Gawl. mô tả khoa học đầu tiên năm 1824.

## Hình ảnh

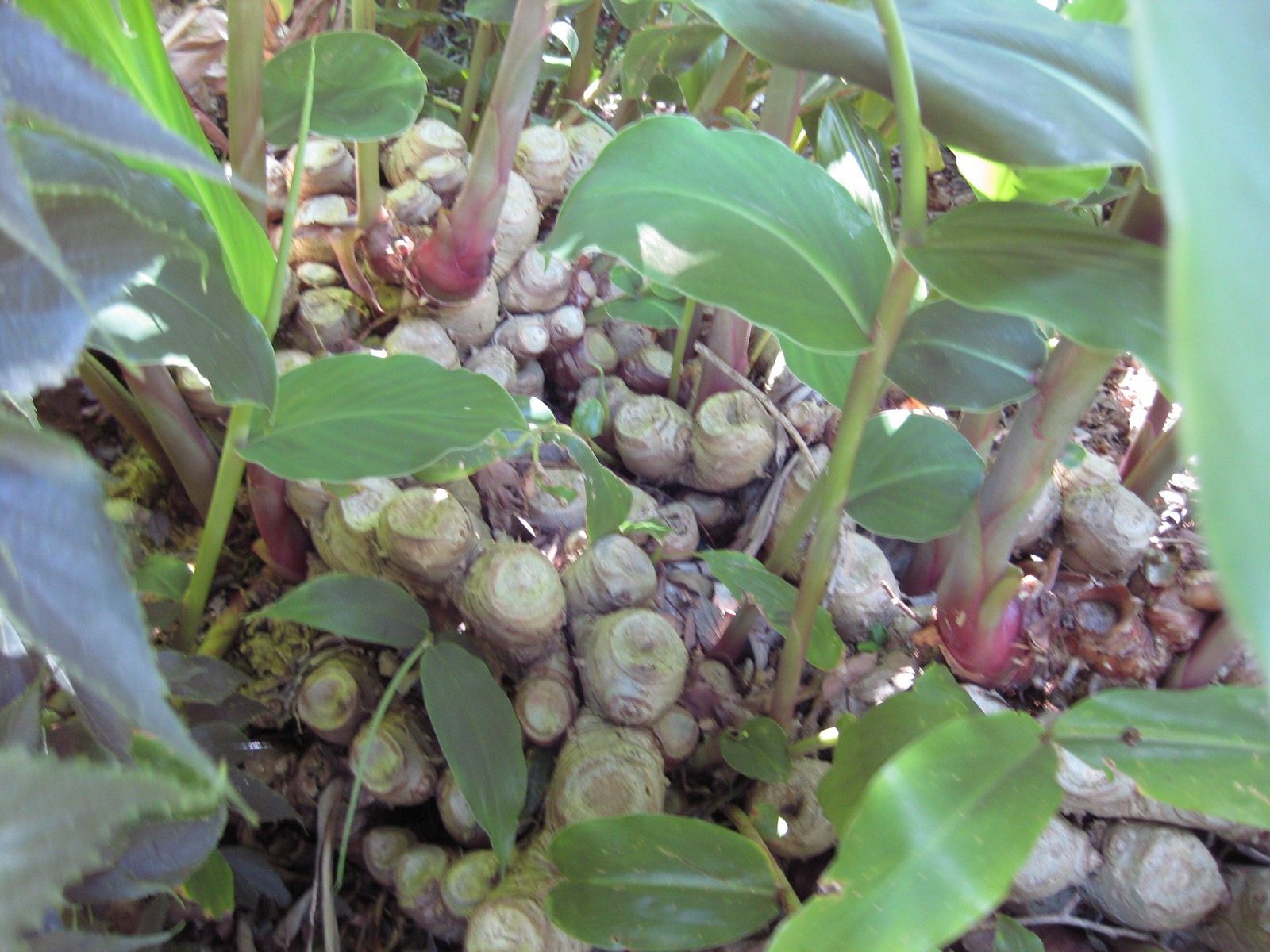
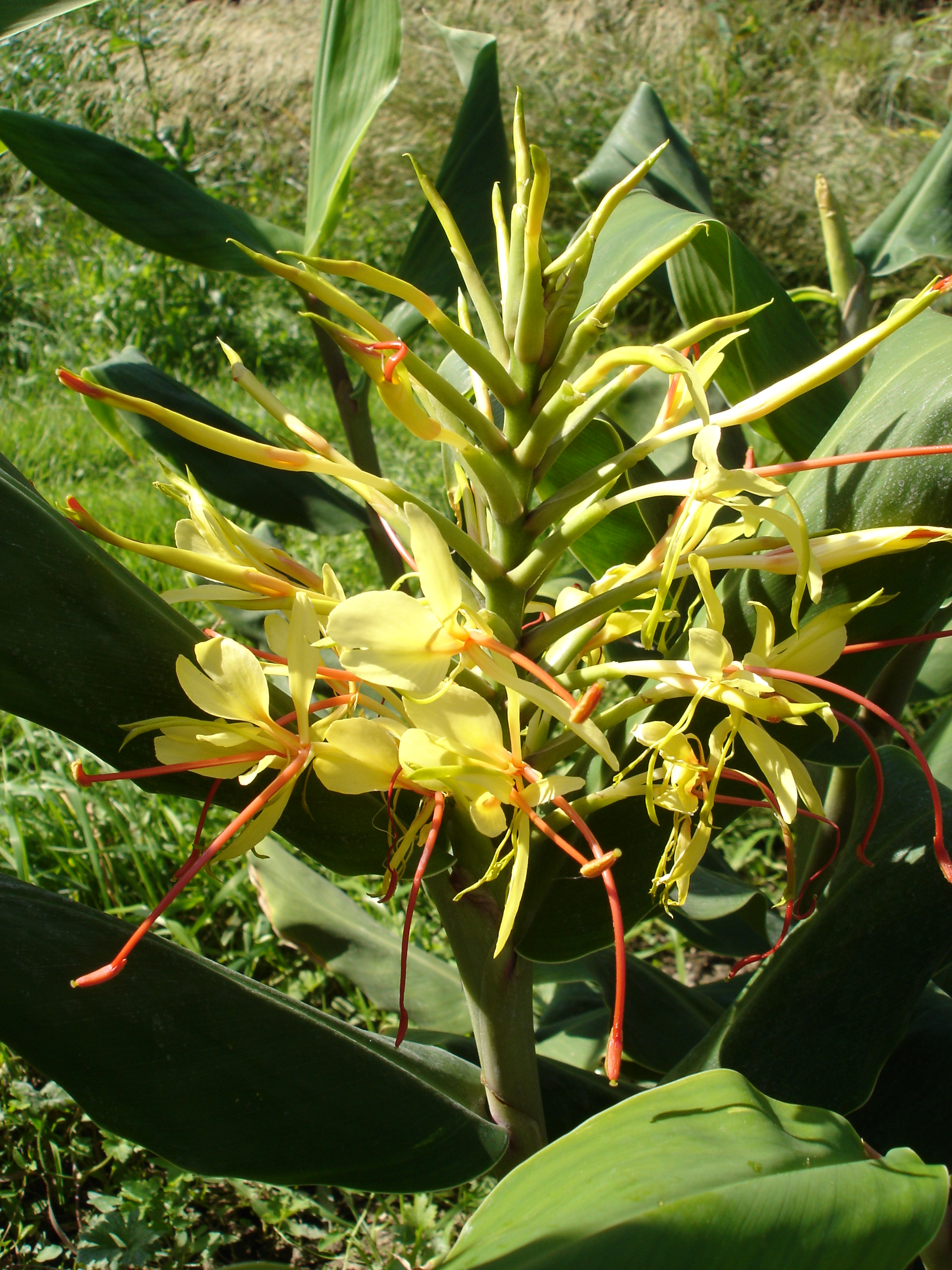
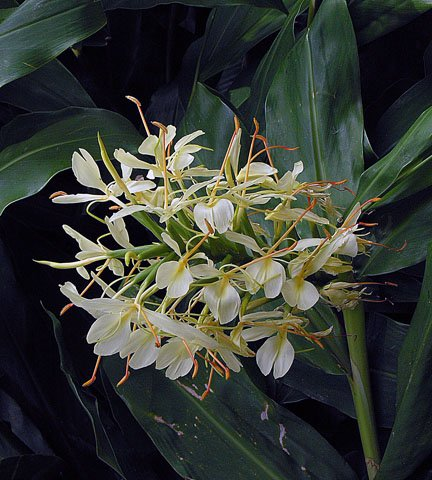
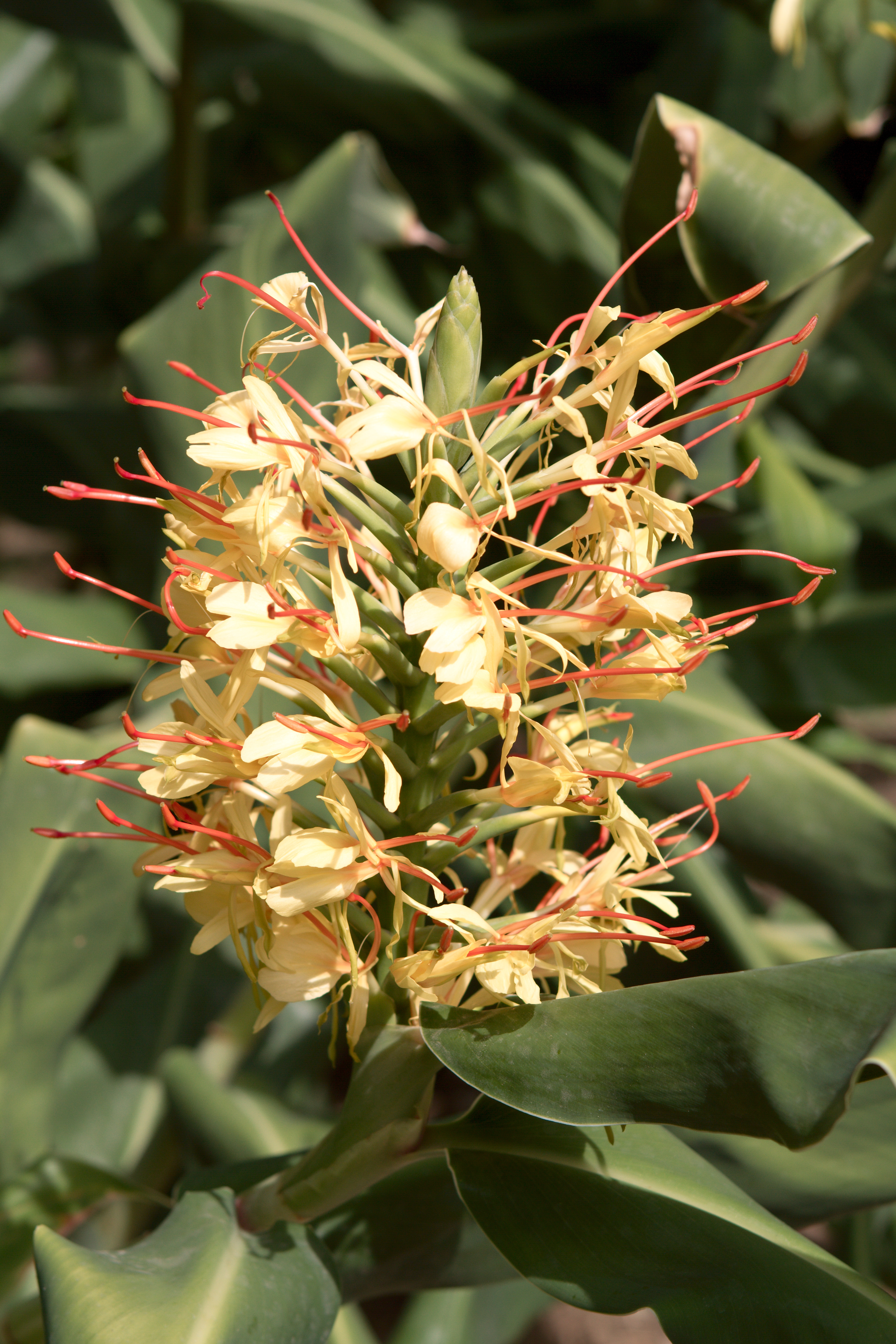